# Bóng đá Quần đảo Bắc Mariana
Bóng đá ở Quần đảo Bắc Mariana được điều hành bởi Hiệp hội bóng đá Quần đảo Bắc Mariana. Hiệp hội quản lý đội tuyển bóng đá quốc gia, cũng như giải vô địch quốc gia.

## Hệ thống giải đấu
| Cấp độ | Giải đấu/Hạng đấu                                                                          | Giải đấu/Hạng đấu                                                                          | Giải đấu/Hạng đấu                                                                          | Giải đấu/Hạng đấu                                                                          | Giải đấu/Hạng đấu                                                                          | Giải đấu/Hạng đấu                                                                          | Giải đấu/Hạng đấu                                                                          | Giải đấu/Hạng đấu                                                                          | Giải đấu/Hạng đấu                                                                          | Giải đấu/Hạng đấu                                                                          | Giải đấu/Hạng đấu                                                                          | Giải đấu/Hạng đấu                                                                          |
| ------ | ------------------------------------------------------------------------------------------ | ------------------------------------------------------------------------------------------ | ------------------------------------------------------------------------------------------ | ------------------------------------------------------------------------------------------ | ------------------------------------------------------------------------------------------ | ------------------------------------------------------------------------------------------ | ------------------------------------------------------------------------------------------ | ------------------------------------------------------------------------------------------ | ------------------------------------------------------------------------------------------ | ------------------------------------------------------------------------------------------ | ------------------------------------------------------------------------------------------ | ------------------------------------------------------------------------------------------ |
| 1      | Division 1 6 CLB                                                                           | Division 1 6 CLB                                                                           | Division 1 6 CLB                                                                           | Division 1 6 CLB                                                                           | Division 1 6 CLB                                                                           | Division 1 6 CLB                                                                           | Division 1 6 CLB                                                                           | Division 1 6 CLB                                                                           | Division 1 6 CLB                                                                           | Division 1 6 CLB                                                                           | Division 1 6 CLB                                                                           | Division 1 6 CLB                                                                           |
| 2      | Division 2 4 CLB + Đội tuyển bóng đá U-16 quốc gia NMI + đội tuyển bóng đá nữ quốc gia NMI | Division 2 4 CLB + Đội tuyển bóng đá U-16 quốc gia NMI + đội tuyển bóng đá nữ quốc gia NMI | Division 2 4 CLB + Đội tuyển bóng đá U-16 quốc gia NMI + đội tuyển bóng đá nữ quốc gia NMI | Division 2 4 CLB + Đội tuyển bóng đá U-16 quốc gia NMI + đội tuyển bóng đá nữ quốc gia NMI | Division 2 4 CLB + Đội tuyển bóng đá U-16 quốc gia NMI + đội tuyển bóng đá nữ quốc gia NMI | Division 2 4 CLB + Đội tuyển bóng đá U-16 quốc gia NMI + đội tuyển bóng đá nữ quốc gia NMI | Division 2 4 CLB + Đội tuyển bóng đá U-16 quốc gia NMI + đội tuyển bóng đá nữ quốc gia NMI | Division 2 4 CLB + Đội tuyển bóng đá U-16 quốc gia NMI + đội tuyển bóng đá nữ quốc gia NMI | Division 2 4 CLB + Đội tuyển bóng đá U-16 quốc gia NMI + đội tuyển bóng đá nữ quốc gia NMI | Division 2 4 CLB + Đội tuyển bóng đá U-16 quốc gia NMI + đội tuyển bóng đá nữ quốc gia NMI | Division 2 4 CLB + Đội tuyển bóng đá U-16 quốc gia NMI + đội tuyển bóng đá nữ quốc gia NMI | Division 2 4 CLB + Đội tuyển bóng đá U-16 quốc gia NMI + đội tuyển bóng đá nữ quốc gia NMI |